# Rajd Bułgarii 1999
Rajd Bułgarii 1999 (30. Rally Albena-Bulgaria) – 30. edycja rajdu samochodowego Rajd Bułgarii rozgrywanego w Bułgarii. Rozgrywany był od 21 do 23 maja 1999 roku. Była to siedemnasta runda Rajdowych Mistrzostw Europy w roku 1999 (rajd miał najwyższy współczynnik – 20) oraz pierwsza runda Rajdowych Mistrzostw Bułgarii. Składał się z 28 odcinków specjalnych.

## Klasyfikacja rajdu
| Miejsce                          | Kierowca                     | Pilot                        | Samochód                     | Czas                         | Strata                       |                              |
| Klasyfikacja generalna i ERC     | Klasyfikacja generalna i ERC | Klasyfikacja generalna i ERC | Klasyfikacja generalna i ERC | Klasyfikacja generalna i ERC | Klasyfikacja generalna i ERC | Klasyfikacja generalna i ERC |
| -------------------------------- | ---------------------------- | ---------------------------- | ---------------------------- | ---------------------------- | ---------------------------- | ---------------------------- |
| 1.                               | Enrico Bertone               | Nicola Arena                 | Renault Mégane Maxi          | 2:34:23.5                    | 0.0                          |                              |
| 2.                               | Pavel Sibera                 | Petr Gross                   | Škoda Octavia Kit Car        | 2:39:00.8                    | +4:37.3                      |                              |
| 3.                               | Serdar Bostanci              | Cihat Gürkan                 | Ford Escort WRC              | 2:40:18.5                    | +5:55.0                      |                              |
| 4.                               | Radoslav Kozlekov            | Marin Kostadinov             | Lancia Delta Integrale       | 2:42:39.1                    | +8:15.6                      |                              |
| 5.                               | Ilia Tzarski                 | Petyo Tzarski                | Ford Escort WRC              | 2:42:42.3                    | +8:18.8                      |                              |
| 6.                               | Piergiorgio Bedini           | Luca Bonvicini               | Mitsubishi Lancer Evo III    | 2:46:05.0                    | +11:41.5                     |                              |
| 7.                               | Iwan Marinow                 | Stefan Czołakow              | Ford Sierra RS Cosworth 4x4  | 2:51:01.8                    | +16:38.3                     |                              |
| 8.                               | Vasil Nikolov                | Oleg Stoilov                 | Ford Escort RS Cosworth      | 2:57:18.8                    | +22:55.3                     |                              |
| 9.                               | Stefan Jeliazkov             | Stefan Stoyanov              | Lada VAZ 21074               | 2:58:06.1                    | +23:42.6                     |                              |
| 10.                              | Dancho Danchev               | Georgi Ivanov                | Lada VAZ 21074               | 2:59:43.5                    | +25:20.0                     |                              |
| Klasyfikacja mistrzostw Bułgarii |                              |                              |                              |                              |                              |                              |
| 1.                               | Radoslav Kozlekov            | Marin Kostadinov             | Lancia Delta Integrale       | 2:42:39.1                    | 0.0                          |                              |
| 2.                               | Ilia Tzarski                 | Petyo Tzarski                | Ford Escort WRC              | 2:42:42.3                    | +3.2                         |                              |
| 3.                               | Iwan Marinow                 | Stefan Czołakow              | Ford Sierra RS Cosworth 4x4  | 2:51:01.8                    | +8:22.7                      |                              |
| 4.                               | Vasil Nikolov                | Oleg Stoilov                 | Ford Escort RS Cosworth      | 2:57:18.8                    | +14:39.7                     |                              |
| 5.                               | Stefan Jeliazkov             | Stefan Stoyanov              | Lada VAZ 21074               | 2:58:06.1                    | +15:27.0                     |                              |
| 6.                               | Dancho Danchev               | Georgi Ivanov                | Lada VAZ 21074               | 2:59:43.5                    | +17:04.4                     |                              |